# Kongshøj (Sydslesvig)
 For alternative betydninger, se Kongshøj. (Se også artikler, som begynder med Kongshøj)
Kongshøj (dansk) eller Königshügel (tysk) er en naturlig forhøjning med en forhistorisk gravhøj. Højen ligger øst for Selk Nor i den umiddelbare nærhed af vikingebyen Hedeby i Haddeby Sogn i Sydslesvig i den nordtyske delstat Slesvig-Holsten. Et sydslesvigsk folkesagn nævnes højen i forbindelse med den forhistoriske danske konge Sigtryg. Navnet henviser til en tidligere funktion som kongelig højsæde. Kongshøjen har en højde på i alt 42 meter. 

## Gravhøj
I 1938 blev der gennemført arkæologiske udgravninger, der viste at højen på bakken allerede blev opført i forhistorisk tid. Gravhøjen var 27 til 35 m i diameter og omtrent 3,50 m høj. Arkæologer fandt tre stenkredse og en stendynge, i hvilken de kunne formode en trækiste, hvilket peger til den ældre broncealder.
Kongshøjen fik sit nuværende navn efter kongen Sigtryg, som skulle være begravet her. Efter et andet folkesagn blev en grusom konge muret ind af oprørske bønder. Over ham hængte de et brød, hvilket han næppe kunne nå med tungen. Efter han fandt sultedøden byggede de den store høj over ham.
Nordøst for Kongshøjen ved vadestedet mellem Haddeby og Selk Nor stod den såkaldte Store Sigtrygsten (nu erstattet af en kopi). Originalen står på museet i Hedeby.

## Anden slesvigske krig
Under den dansk-tyske krig 1864 var den strategisk beliggende høj i nærheden af byen Slesvig og Dannevirket en vigtig forpost for den danske hær, især i dagene før rømningen af Dannevirke. Det var det sted, hvor en af de større forpost-fægtninger med mange ofre fandt sted inden rømningen. Efter at den preussiske feltmarskal Wrangel havde givet ordre til at erobre forterrænet foran Dannevirket kom det den 3. februar 1864 til en række hårde kampe, bl.a. ved Kongshøj, som østrigske tropper erobrede fra danskerne. Den danske hær mistede 404 mand, mens østrigerne mistede 430 mand .
På højens top står i dag et østrigsk mindesmærke med navnene af de de faldne østrigske soldater fra 2. Slesvigske Krig. I nærheden findes mange mindesmærker fra krigen i 1864, blandt andet et dansk mindesmærke ved Bustrupdam.